# S.A. Ansaldo
La S.A. Ansaldo è stata un'azienda automobilistica italiana.

## Storia
L'azienda nasce nel 1919 quale sezione automobilistica di una delle più importanti aziende meccaniche italiane, l'Ansaldo, in seguito alla riconversione dell'attività produttiva bellica, dopo la prima guerra mondiale.
Occorre premettere che, già nel 1906, l'Ansaldo aveva tentato di avviare una produzione di autovetture, realizzando alcuni esemplari della vetturetta  "PF – 1VA", su autotelaio Peugeot Bébé.
Il nome deriva da Giovanni Ansaldo (1819-1859), titolare dal 1853 della Giovanni Ansaldo & C: un'azienda inizialmente specializzata nella costruzione di locomotive, navi, e mezzi militari. Dopo la prima guerra mondiale l'azienda per sopravvivere si lanciò una riconversione in campo civile e tentò la strada dell'automobilismo.
La casa automobilistica Ansaldo subì una prima grossa crisi nel 1921 a seguito del fallimento della Banca Italiana di Sconto, la principale azionista della società, tanto che il 7 marzo 1923 cambia ragione sociale in S.A. Automobili Ansaldo. La crisi del 1929 e soprattutto l'incapacità della dirigenza di capire le esigenze del mercato dell'epoca porteranno l'Ansaldo verso la liquidazione. Nel 1932 l'azienda viene assorbita dalla O.M., ma la crisi continuò. A nulla servì un nuovo cambio di ragione sociale, tanto che in seguito tutte le attrezzature e gli impianti verranno cedute alle Officine Viberti e delle automobili Ansaldo non se ne parlò più.

## Produzione automobilistica
- 4A

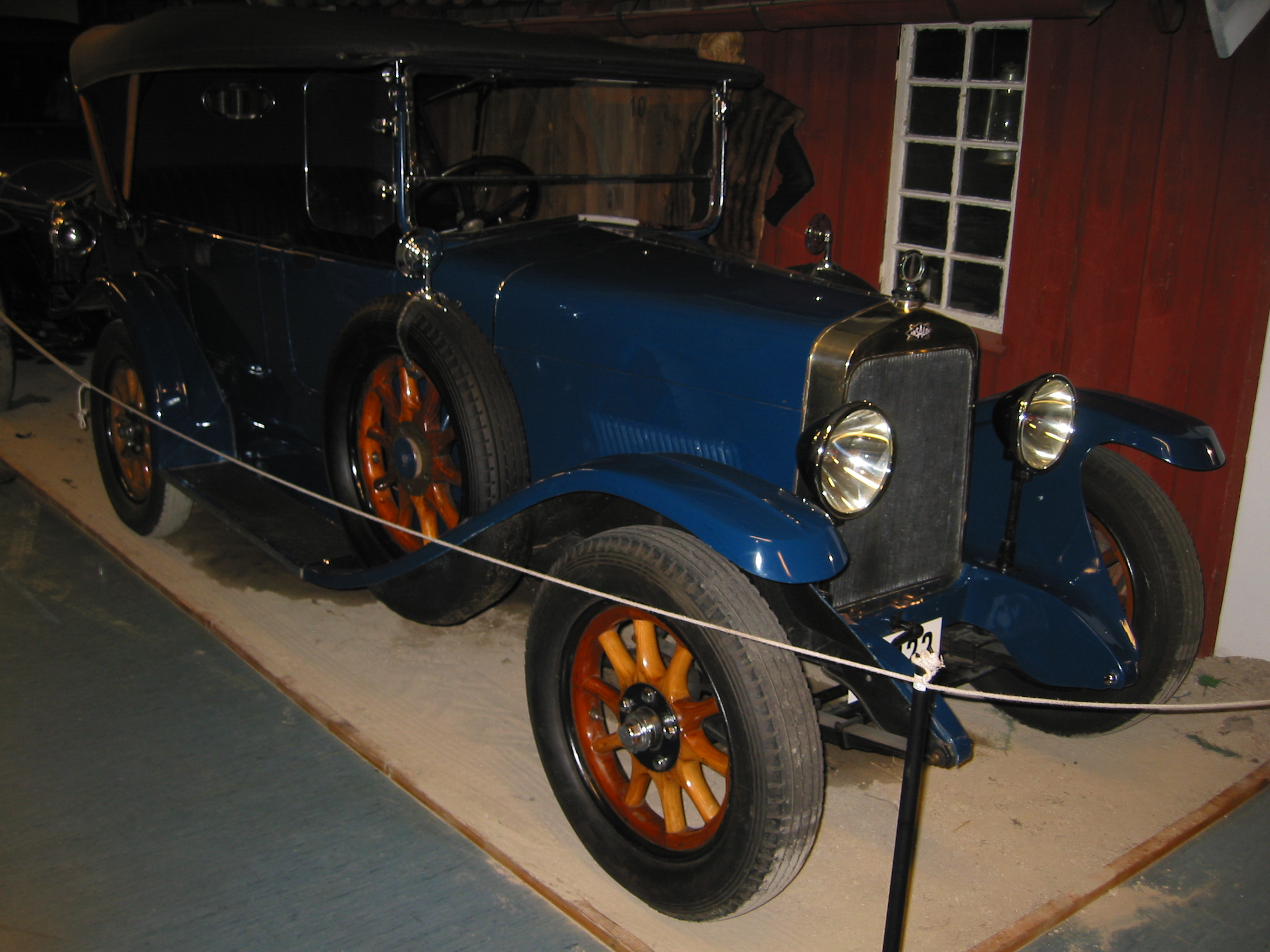
Ansaldo 4B (1922)

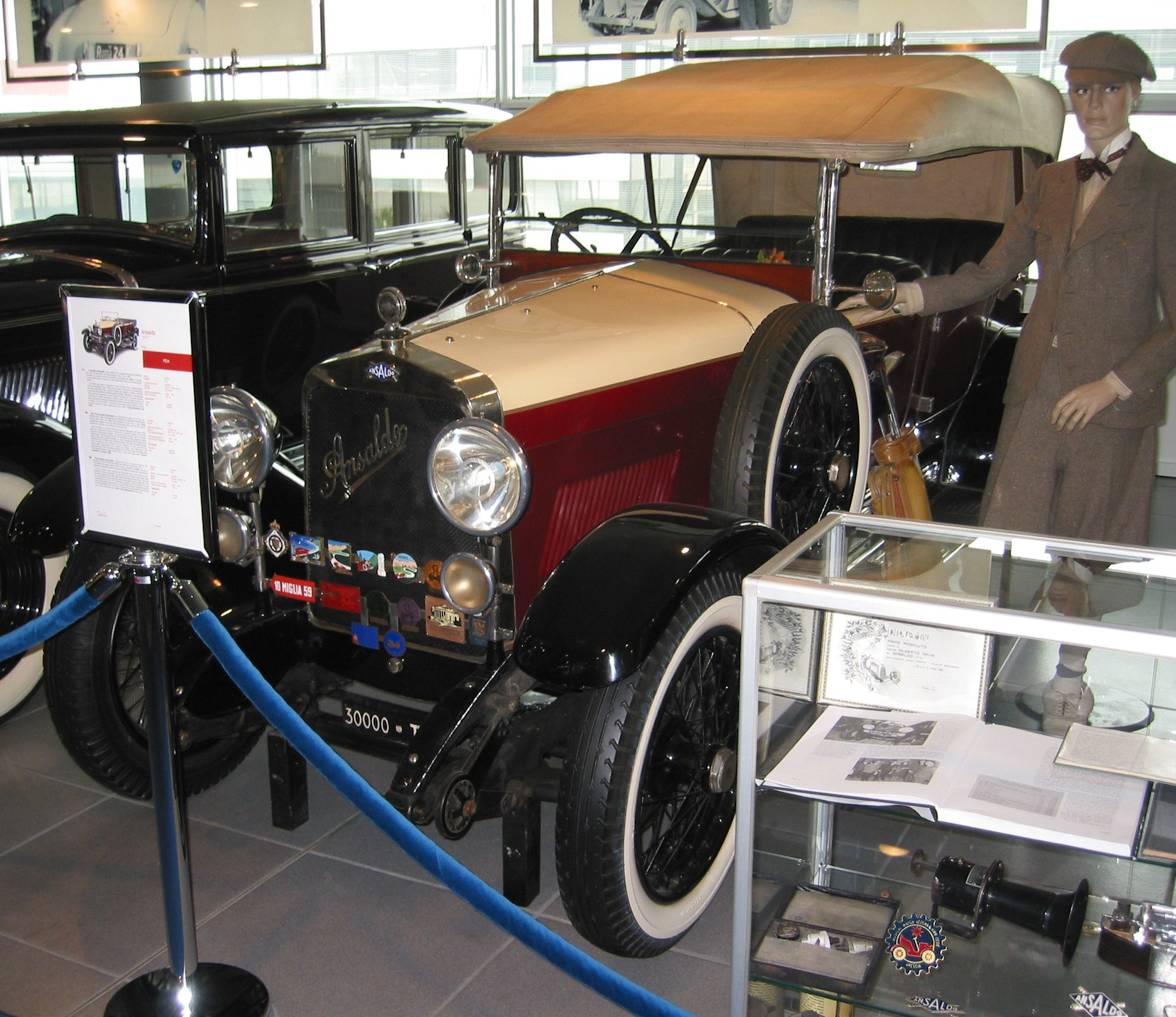
Ansaldo del (1924)

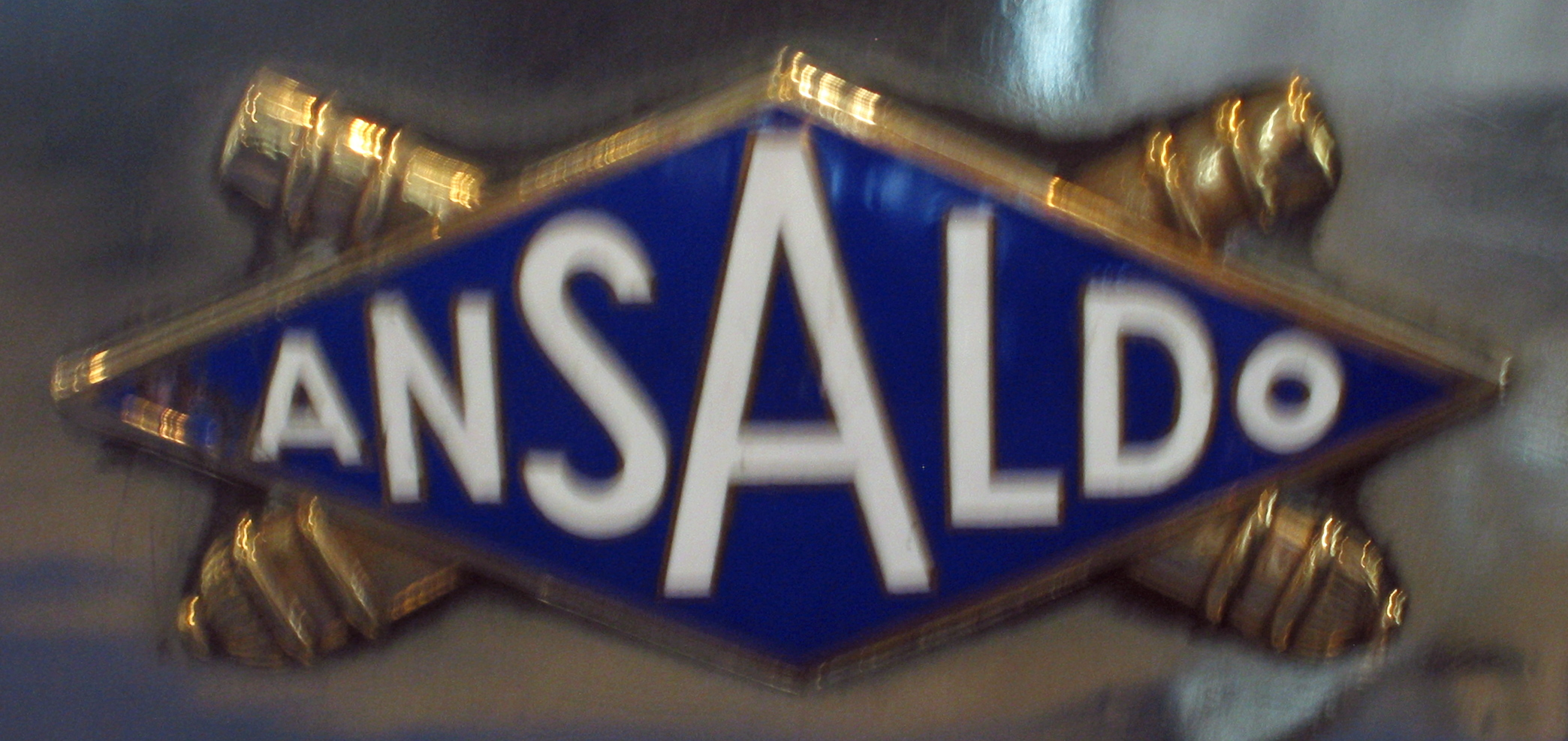
Stemma su un'auto Ansaldo

La 4A è il primo modello prodotto dalla Ansaldo. Uscito nel 1919, ma progettato già nel 1916, era una vettura caratterizzata da soluzioni raffinate quali la distribuzione ad alberi a camme in testa e aveva fama di essere una vettura molto affidabile. Motore a 4 cilindri in linea per una cilindrata di 1980 cm³. In seguito uscirono la 4B e nel 1922 la 4C. La 4C era disponibile in due versioni a telaio corto per la torpedo e la spider mentre per la sei posti era disponibile un telaio lungo. Esisteva anche una versione sportiva la 4CS che fu pilotata anche da un giovane Tazio Nuvolari.
- 6A e 6B

Modelli molto simili al precedente con motore a 6 cilindri di 1999 cm³, messo in commercio nel 1924.
- Tipo 10

Un'utilitaria progettata da un'azienda già in profonda crisi. Ad un ottimo motore era abbinato un autotelaio semplificato tanto da riproporre la balestra trasversale anteriore, una soluzione ormai superata.
- Tipo 14 e Tipo 15 GS

Modelli del 1928, con motori a quattro cilindri rispettivamente di 37 0 60 CV.
- Tipo 22

Con motore a otto cilindri di 3536 cm³.
- Tipo 18

Con motore a sei cilindri per una cilindrata di 2780 cm³.